# Карлос Ермосільйо
Карлос Ермосільйо (ісп. Carlos Hermosillo, нар. 24 серпня 1964, Веракрус) — мексиканський футболіст, нападник.
Один з найкращих бомбардирів світового футболу кінця 20-го століття.[джерело?]

## Клубна кар'єра
У чемпіонаті Мексики дебютував 1983 року за команду «Америка». Вже наступного року був запрошений до збірної. Всього в «Америці» провів шість сезонів і виграв п'ять чемпіонських титулів. Входить до десятки найкращих бомбардирів в історії клубу.
В сезоні 1989/90 у складі льєжського «Стандарда» провів 5 матчів і забив один гол в бельгійському чемпіонаті. Провівши рік у Європі, повернувся на батьківщину, до «Монтеррея». За один сезон забив 20 голів і допоміг команді вийти в 1/4 чемпіонату Мексики.
Отримав запрошення від тренерського штабу «Крус Асуля», до складу якого приєднався в сезоні 1991/92. Відіграв за команду з Мехіко наступні шість сезонів своєї ігрової кар'єри. Найкращий бомбардир команди — 168 забитих м'ячів. Тричі був найвлучнішим гравцем чемпіонату. Вигравав чемпіонат та два кубка чемпіонів КОНКАКАФ.
У 1999 перейшов до «Некакси». Виграв свій сьомий чемпіонат Мексики. Наступний сезон провів у американському клубові «Лос-Анджелес Гелаксі». Завершував професійну ігрову кар'єру у «Америці», «Атланте» та «Гвадалахарі».

## Виступи за збірну
1984 року дебютував у складі національної збірної Мексики. Протягом кар'єри у головній команді країни, яка тривала 14 років, провів 90 матчів і забив 35 голів.
У складі збірної був учасником двох чемпіонатів світу: 1986 року у Мексиці, 1994 року у США. Брав участь у розіграшу кубка Америки 1995 року в Уругваї. Отримав «бронзу» на Золотому кубку КОНКАКАФ 1991 року у США. На кубку конфедерацій 1995 року у Саудівській Аравії виграв бронзові нагороди.

## Титули та досягнення

### Командні
- Бронзовий призер кубка конфедерацій (1): 1995
- Бронзовий призер Золотого кубка КОНКАКАФ: 1991
- Володар кубка чемпіонів КОНКАКАФ (3): 1987, 1996, 1997
- Чемпіон Мексики (7): 1984, 1985, 1985 (П), 1988, 1989, 1997 (З), 1998 (З)
- Віце-чемпіон Мексики (1): 1995
- Володар кубка Мексики (1): 1997
- Володар суперкубка Мексики (2): 1988, 1989

### Індивідуальні
- Найкращий бомбардир чемпіонату Мексики (3): 1994 (27), 1995 (35), 1996 (26)
- Бомбардир № 2 чемпіонату Мексики: 294 голи.

### Рейтинги
- 3-є місце рейтингу IFFHS «Найкращі футболісти Центральної і Північної Америки XX сторіччя».
- 38-є місце в рейтингу IFFHS «Найкращі бомбардири національних чемпіонатів світу»: 323 голи.[1]